# Song Meiling

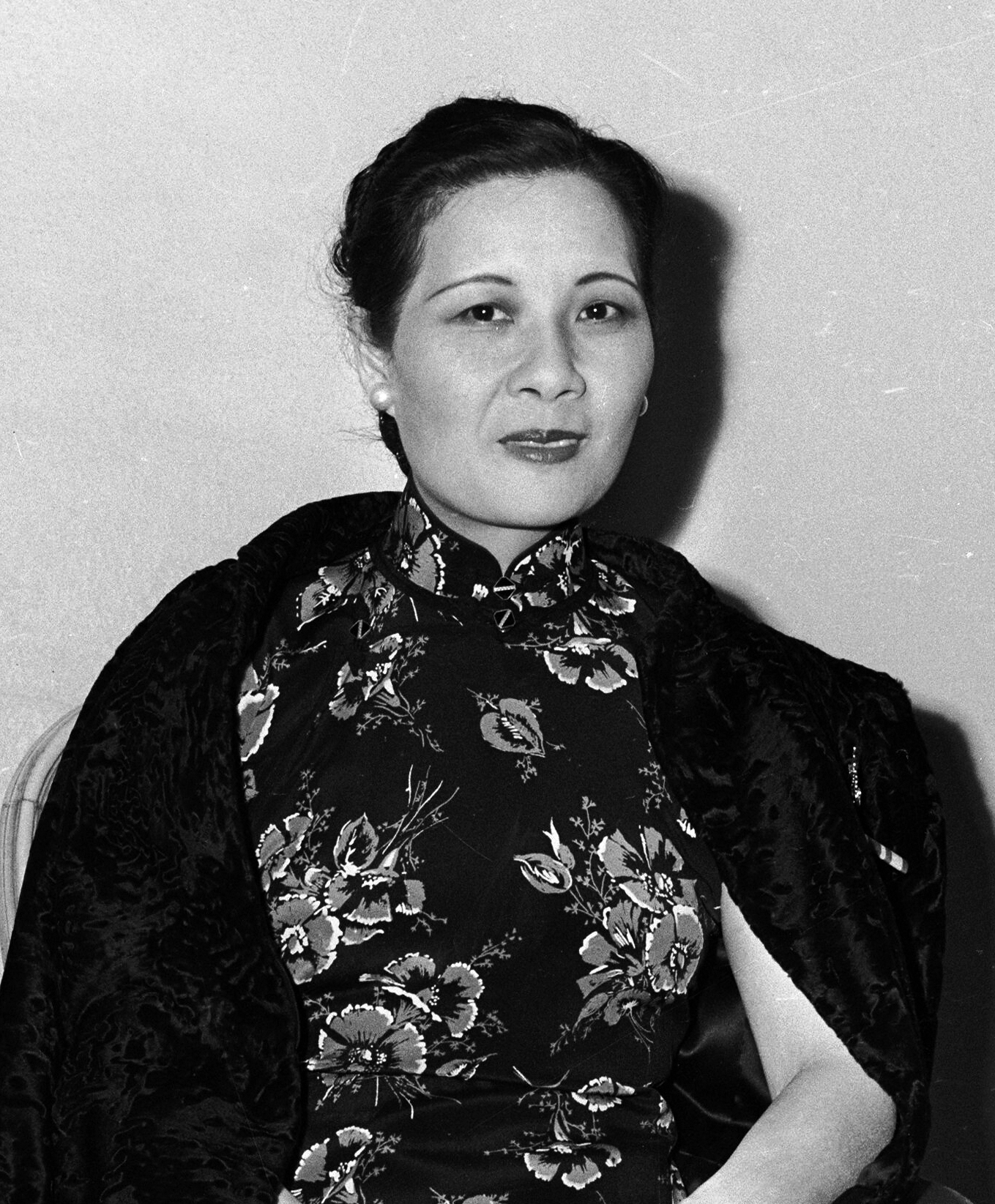
Song Meiling, 1943

Song Meiling (chinesisch 宋美齡 / 宋美龄, Pinyin Sòng Měilíng, * 5. März 1897 in Shanghai, Provinz Jiangsu, Kaiserreich China; † 23. Oktober 2003 in New York City) war die zweite Ehefrau des chinesischen Generalissimus Chiang Kai-shek und übte als „Madame Chiang Kai-shek“ großen politischen Einfluss aus.

## Leben
Song Meiling war die jüngste der drei Song-Schwestern, deren Männer zu den bedeutendsten Politikern Chinas im 20. Jahrhundert gehörten. Sie war die Schwägerin des ersten chinesischen Staatsführers Sun Yat-sen. Als Madame Chiang Kai-shek wird sie als diejenige beschrieben, die „die Klaviatur der Macht beherrschte“.
Sie stammte aus der chinesischen Oberschicht und war das vierte von sechs Kindern des methodistischen Missionars und Medien-Zaren Charles Jones Soong (宋嘉樹,  Sòng Jiāshù) aus Shanghai. Ihre Ausbildung erhielt sie in den USA, wo sie aufgewachsen war. 1927 heiratete sie den General Chiang Kai-shek, den Nachfolger von Sun Yat-sen. Ihre exzellenten Kenntnisse des Englischen, ihr Charme und ihre gesellschaftlichen Verbindungen waren im Verlauf des Zweiten Weltkriegs überaus nützlich für Chiang Kai-shek, der – isoliert im Westen Chinas gegen die Kaiserlich Japanische Armee und die Volksarmee Mao Zedongs operierend – in ganz erheblichem Umfang auf die militärische Unterstützung der Alliierten, speziell der USA angewiesen war.

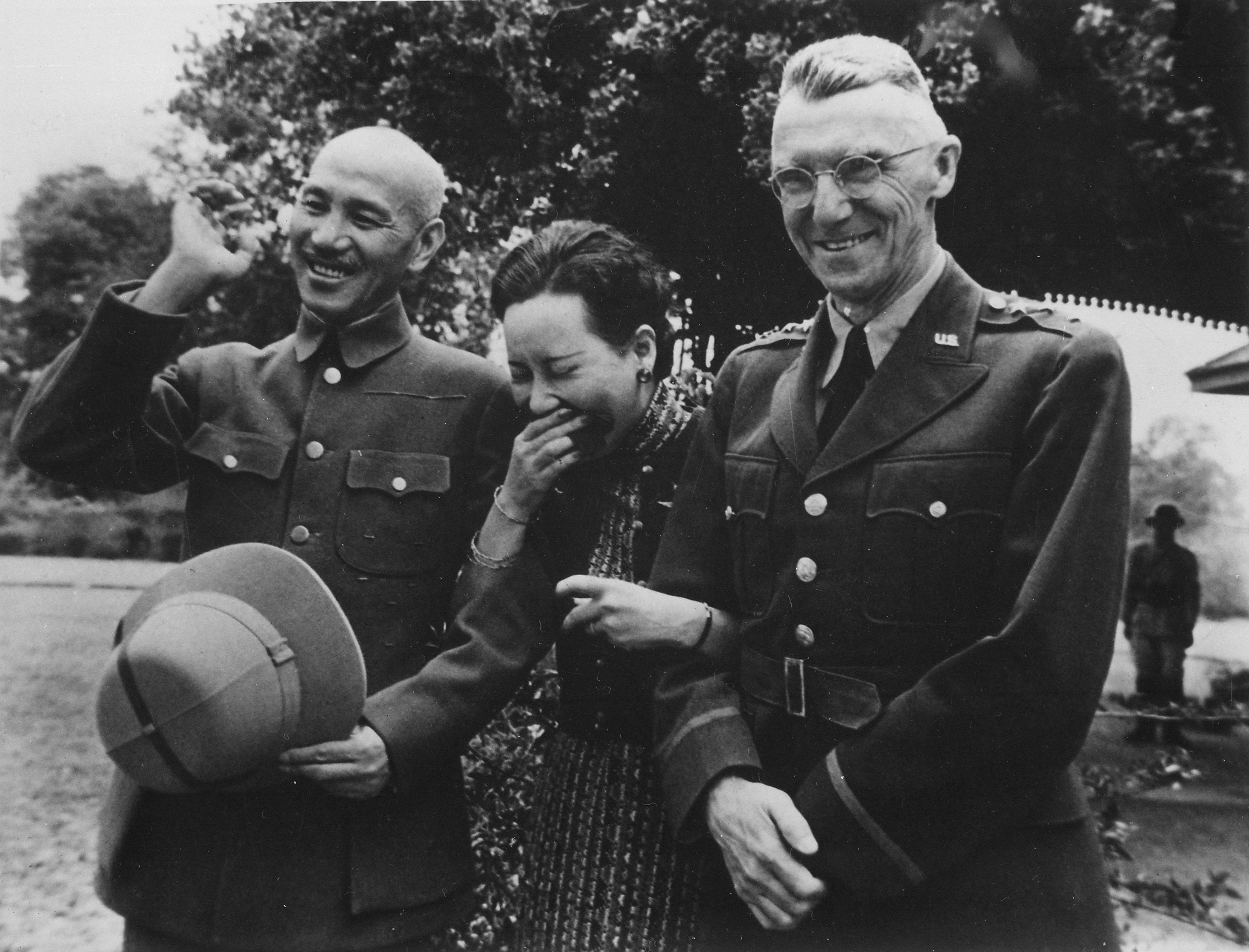
Song Meiling zwischen ihrem Mann Chiang Kai-shek und dem US-amerikanischen Generalleutnant Joseph Stilwell (April 1942)

Während des Zwischenfalls von Xi’an im Dezember 1936, einem Putschversuch des relativ autonomen chinesischen Kriegsherren Zhang Xueliang, nahm Song Meiling mit Erfolg an den Verhandlungen zur Freilassung ihres Mannes teil. Anschließend soll sie ihrem Mann neues Selbstvertrauen gegeben haben, da dieser meinte, sein Gesicht verloren zu haben. Song Meiling bereiste die USA wiederholt in diplomatisch-politischer Mission. Vom Time Magazine wurde sie dreimal auf das Titelblatt gesetzt. Im Jahr 1937 war sie als zweite Frau überhaupt, nach Wallis Simpson, zusammen mit Chiang Kai-shek Person of the Year des Time Magazine. In Washington wurde Madame Chiang Kai-shek – als Gesicht und Stimme Nationalchinas – eingeladen, vor dem Senat und dem Repräsentantenhaus zu sprechen, was vor ihr bis dahin keiner Frau gelungen war.
Sie konferierte zusammen mit ihrem Mann, der des Englischen nicht mächtig war, auf der Kairo-Konferenz 1943, wo sie geschickt und erfolgreich den Alliierten, insbesondere Roosevelt und Churchill gegenüber, die nationalchinesischen Interessen vertrat.
Nach dem Tod ihres Mannes 1975 lebte Song Meiling in New York City. Sie wurde 106 Jahre alt und starb am 23. Oktober 2003 in New York.

## Werke
- May-ling Soong Chiang (Madame Chiang Kai-shek): This Is Our China. Harper & Brothers, 1940.
  - deutsch: May-Ling Chiang Kai-Shek: Unser China. Rascher, Zürich 1942.